# Michel el-Khoury
Michel el-Khoury, né à Beyrouth le 24 novembre 1926, est un homme politique libanais.

## Biographie
Fils de Béchara el-Khoury, premier président de la république libanaise indépendante, et de Laure Chiha, il occupa tout au long de sa carrière plusieurs postes ministériels durant le mandat du président Charles Hélou. Entre 1965 et 1966, il est ministre de l’Information, ministre de la Défense et ministre du Tourisme dans le gouvernement, puis, entre 1966 et 1968, ministre du Plan et ministre du Tourisme, dans les gouvernements de Rachid Karamé. Son nom sera cité parmi les présidentiables, à de nombreuses reprises dans les années 1960 et 1970. Plus tard, il sera nommé gouverneur de la Banque du Liban à deux reprises (1978-1985, 1991-1993).
Siégeant au conseil stratégique de l'université Saint-Joseph, il devient en 2001, membre du rassemblement de Kornet Chehwane, parrainé par le patriarche Nasrallah Boutros Sfeir et regroupant les figures chrétiennes modérées de l’opposition anti-syrienne. Il prendra part en 2005 aux réunions des forces de l'Alliance du 14-Mars.
En novembre 2007, son nom commence à circuler comme probable candidat à la présidence de la République.